# Informe Stern

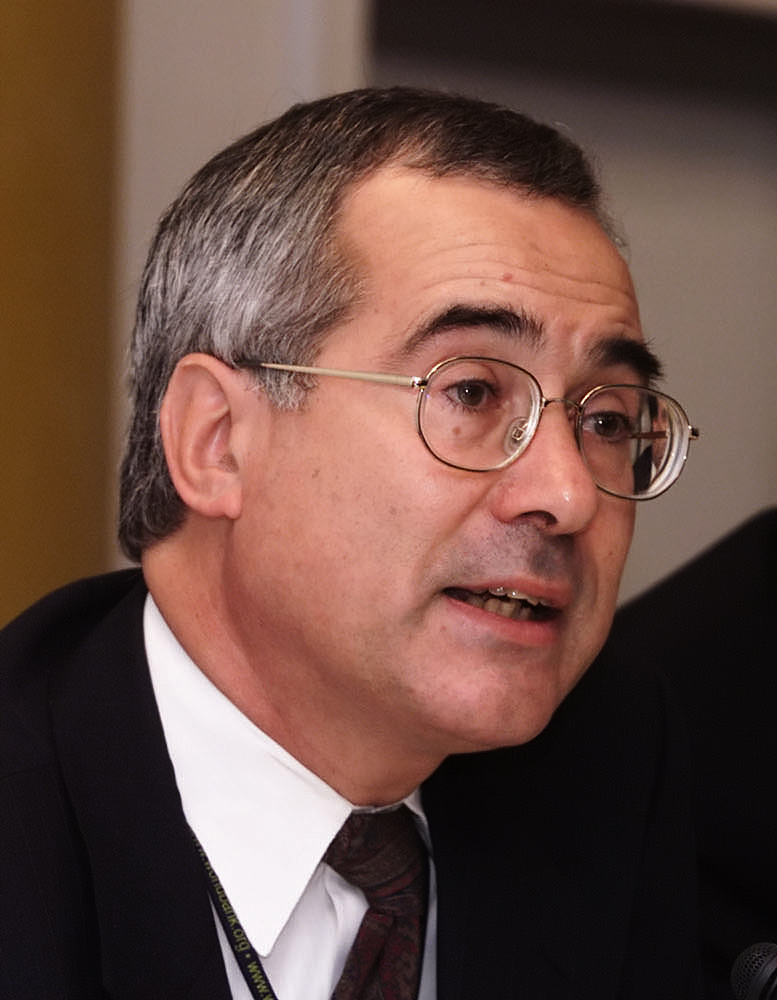
Sir Nicholas Stern, autor del informe

El Informe Stern sobre la economía del cambio climático (Stern Review on the Economics of Climate Change) es un informe sobre el impacto del cambio climático y el calentamiento global sobre la economía mundial.
Redactado por el economista Sir Nicholas Stern por encargo del gobierno del Reino Unido fue publicado el 30 de octubre de 2006, con 700 páginas de extensión, el informe supone un hito histórico al ser el primer informe encargado por un gobierno a un economista en lugar de a un climatólogo.
Sus principales conclusiones afirman que se necesita una inversión equivalente al 1 % del PIB mundial (aunque en una revisión posterior elevó este cálculo al 2 %) para mitigar los efectos del cambio climático y que de no hacerse dicha inversión el mundo se expondría a una pérdida permanente de al menos el 5 % del PIB global, pudiendo alcanzar el 20 %.
El informe también sugiere la imposición de ecotasas para minimizar los desequilibrios socioeconómicos, afirmando que:

Nuestras acciones en las décadas inmediatamente venideras pueden implicar el riesgo de una disrupción de la actividad económica y social durante el resto de este siglo y el siguiente, de una escala parecida a la de las grandes guerras y la Gran Depresión.